# Ransom (Valentín Correa)
Ransom, alias de Valentín Correa,es un personaje ficticio de los X-Men que aparece en cómics estadounidenses publicados por Marvel Comics. Creado por los artistas Gail Simone, David Márquez y Matthew Wilson, el personaje apareció por primera vez en la revista The Uncanny X-Men #1 (Vol. 6), el 7 de agosto de 2024. Este nuevo mutante de X-Men es argentino,nació en Buenos Aires y es simpatizante del Club Boca Juniors.

## Historia
Valentín Correa nació en Buenos Aires de padres acaudalados que se avergonzaban de que él fuera un mutante; un hecho que las enfermeras que le brindaron atención al nacer, descubrieron al no tener latidos cardíacos e incluso no poseía corazón. En su infancia, sus progenitores lo dejaron tras ser secuestrado y retenido para solicitar un rescate. Los secuestradores trataron de asesinarlo, disparándole catorce veces, pero los proyectiles únicamente lo fortalecieron. Una vez que Valentín asesinó a sus secuestradores, con su poder recién expuesto, huyó y empezó a vivir en soledad, seleccionando a Ransom como su nombre distintivo.
Valentin finalmente se encontró en Estados Unidos en situaciones desconocidas, siendo seguido por una criatura monstruosa llamada Hag junto a otros tres jóvenes mutantes, lo que motivó al grupo a buscar el apoyo de los X-Men. Tras involucrarse en una corta batalla contra los X-Men debido a un malentendido, Ransom y los demás Outliers fueron aceptados como sus recién egresados.

## Poderes y Habilidades
Corazón de orificio negro: Ransom presenta una fisura oscura en el sitio de su corazón.
Fuerza sobrehumana: Parece que las balas que le dispararon cuando lo retuvieron para pedir rescate fueron absorbidas por su cuerpo, lo que le proporcionó la fortaleza necesaria para derribar a Wolverine con un solo puñetazo.